# 美しき日本の残像
美しき日本の残像（うつくしきにほんのざんぞう、英語: Lost Japan（訳:失われた日本））は、1993年にアメリカの日本学者アレックス・カーが書いた本である。

## 背景
この本は、彼の日本での生活と、彼が魅了された日本文化の側面を扱っている。本文は、カーの個人的なエッセイを集めたもので、生け花、歌舞伎、その他の有名な日本の美術品や工芸品の現在の人気は、衰退した文化の最終的な精華を表すものと彼は示唆している。日本語で書かれたこの本は、ボーディ・フィッシュマン (Bodhi Fishman)の助けを借りて英訳され、1996年にLost Japanとして出版された。
日本語版の原書は1993年に新潮社から出版され、文庫版は2000年に朝日新聞社から出版されている。英訳版は、1996年にLonely Planetから初めて出版されたが、2015年にはPenguin UKからアレックスが新たに書いた序文を添えて再版された。
翻訳版は、繁体字中国語、簡体字中国語、イタリア語、ポーランド語、ロシア語、スペイン語でも出版されている。

## 受容
同書は1994年に新潮学芸賞を受賞した。カーは日本人以外では初の受賞者である。
ジャパンタイムズのダミアン・フラナガン (Damian Flanagan)は、次のように書いている。「この本は、四国の祖谷渓にある伝統的な日本家屋の修復から、実家の蔵に眠っている日本の骨董品の収集に至るまでを収めた、カーと日本との多様な交流の魅力的な年代記である。第二の祖国（日本）の工芸品や建築物に目が肥えているだけでなく、日本全般についての示唆に富んだ洞察を提供している点でも、カーは優れている。奈良に点在する寺院の曼荼羅から、大阪南部の飛田の古い風俗街まで、日本文化に隠された魔法のような側面の多くを明らかにする探究を提供している。」

## 章
1. お城を探す (Looking for a Castle)
2. 祖谷 (Iya Valley)  - 著者による篪庵の購入と修理
3. 歌舞伎 (Kabuki) - 1977年の南座公演と当時65歳の四代目中村雀右衛門（女形）との出会いを描いている
4. 美術コレクション (Art Collecting) - 何百年も前の書の安価な収集を説明している
5. 日本学と中国学 (China versus Japan)
6. 筆で遊ぶ (Calligraphy)
7. 天満宮に住む (Tenmangu) （大阪天満宮に関して）
8. バブルの経験 (Trammell Crow) - この人物の美術品収集家としての仕事を描いている
9. 僕の「関西七番巡り」 (Kyoto)
10. 続「五番巡り」 (The Road to Nara)
11. 奈良の奥山 (Outer Nara)
12. 東西の文人たち (Osaka)
13. 東南アジア (The Literati) - 西洋の文学者としてのオックスフォード・オール・ソウルズの管理人ジョン・スパロウを、日本の教養ある有閑階級と比較している
14. 最後の光を見ることができた (Last Glimpse)